# Бернардстон (Массачусетс)
Бернардстон (англ. Bernardston) — місто (англ. town) в США, в окрузі Франклін штату Массачусетс. Населення — 2102 особи (2020).

## Демографія
Згідно з переписом 2010 року, у місті мешкало 2129 осіб у 890 домогосподарствах у складі 609 родин. Було 948 помешкань
Расовий склад населення:
| - 97,6 % — білих - 0,5 % — азіатів - 0,2 % — чорних або афроамериканців - 0,1 % — корінних американців |

До двох чи більше рас належало 1,4 %. Частка іспаномовних становила 0,8 % від усіх жителів.
За віковим діапазоном населення розподілялося таким чином: 18,2 % — особи молодші 18 років, 63,9 % — особи у віці 18—64 років, 17,9 % — особи у віці 65 років та старші. Медіана віку мешканця становила 47,7 року. На 100 осіб жіночої статі у місті припадало 100,1 чоловіків;  на 100 жінок у віці від 18 років та старших — 100,0 чоловіків також старших 18 років.
Середній дохід на одне домашнє господарство  становив 78 538 доларів США (медіана — 64 647), а середній дохід на одну сім'ю — 91 328 доларів (медіана — 73 947). Медіана доходів становила 54 886 доларів для чоловіків та 41 857 доларів для жінок. За межею бідності перебувало 9,5 % осіб, у тому числі 11,5 % дітей у віці до 18 років та 9,7 % осіб у віці 65 років та старших.
Цивільне працевлаштоване населення становило 1117 осіб. Основні галузі зайнятості: освіта, охорона здоров'я та соціальна допомога — 31,5 %, виробництво — 11,2 %, роздрібна торгівля — 11,1 %.